# 포항 보경사 승탑
포항 보경사 승탑(浦項 寶鏡寺 僧塔)은 대한민국 경상북도 포항시 보경사에 있는 고려시대의 승탑이다. 1965년 9월 1일 대한민국의 보물 제430호로 지정되었다.

## 개요
보경사 뒷산의 중턱에 서 있는 묘탑으로, 원진국사의 사리를 모셔두고 있다.
원진국사 신승형(申承逈)은 고려 중기의 승려로, 51세에 입적하자 고종이 그를 국사로 추증하고 ‘원진’이라는 시호를 내렸다.
기단부(基壇部)의 아래·중간·윗받침돌 가운데 3단으로 이루어진 8각 아래받침돌은 맨윗단에만 연꽃조각이 둘러져 있다. 중간받침돌은 8각의 모서리마다 기둥모양의 조각을 새겨두었다. 윗받침돌에는 솟은 연꽃무늬를 새겼는데, 꽃잎의 끝이 뾰족하고 중앙의 세로선이 볼록하게 돌출되어 당시로서는 드문 모습이다.
탑신(塔身)은 몸돌이 매우 높아 마치 돌기둥처럼 보이며, 한 면에만 자물쇠모양을 새겨놓았다. 지붕돌은 낙수면의 경사가 느리고, 모서리에서 뻗어나가는 곡선의 끝마다 꽃장식이 조그맣게 솟아있다. 처마의 곡선은 양쪽 끝에서 가볍게 들려있고, 추녀는 두터워 보인다.
지붕돌 위의 머리장식으로는 활짝 핀 연꽃받침 위에 복발(覆鉢:엎어놓은 그릇모양의 장식)을 올리고, 연꽃조각이 새겨진 돌을 놓은 다음, 보주(寶珠:연꽃봉오리모양의 장식)를 얹어서 마무리 하였는데 보존이 잘 되어 원래의 모습을 잘 알 수 있다.
전체적으로 8각형을 기본으로 삼고 있으나, 몸돌이 지나치게 길어 전체가 길쭉해 보이며 너비도 좁아 안정감이 적다. 각 부분의 조각에도 생략이 많아 단순한 감이 들고 밋밋하다.

## 현지 안내문
이 부도는 고려시대에 만들어진 것으로 추정되며 높이는 4.5m이다. 팔각을 기본으로 중심에 장대석을 이용하여 넓은 탑구를 마련하고 중앙에 사각형으로 된 지대석을 놓았다. 하대석은 3단의 팔각석재로 되어 있다. 밑의 2단은 표면에 아무 것도 새겨 넣지 않았고, 상단 1석에만 엎어진 연꽃무늬 돌로 연꽃무늬 32엽이 조각되어 있다.
중대석은 팔각으로 표면 중앙에 있는 1단의 받침을 중심으로 33엽의 연꽃무늬를 새겨 위로 향한 연꽃으로 삼았는데 이 부도의 조성 연대로서는 이례적인 형식이라 하겠다.
상륜부는 8개의 위로 향한 연꽃무늬 위에 사방에 꽃 모양을 새겨 넣은 둥근 모양의 복발이 있고 다시 위로향한 꽃의 돌을 놓고 보주를 얹었으며 보존상태가 양호한 편이다.
부도의 조성연대는 짐작하기 어려우나 경내에 있는 고려 고종 11년(1224)의 원진국사비를 통해 서로의 연관성을 추정해 볼 수 있다.

## 맞나요
- 보경사
- 포항 보경사 원진국사비 - 보물 제242호

## 참고 자료
- 포항 보경사 승탑 - 국가유산청 국가유산포털